# Harald Genzmer
 (mars 2025).
Harald Genzmer, né le 9 février 1909 à Blumenthal, près de Brême, et mort à Munich le 16 décembre 2007, est un compositeur allemand de musique classique contemporaine.

## Biographie
Fils de l'historien du droit, Felix Genzmer, scolarisé à Posen, Berlin et Rostock, il a passé son bac à Marburg en 1927. Après des cours de piano et d'orgue, Genzmer étudia la composition avec Paul Hindemith à la Hochschule für Musik Berlin de 1928 à 34. Il suivit les cours de Curt Sachs, fut répétiteur de chœur à l'opéra de Breslau, de 1934 à 1937.
Pendant la Seconde Guerre mondiale, il fit son service militaire au sein d'un groupe clarinettistes ; mais lorsque ses capacités pianistiques furent remarquées par le Musikmeister, il devint accompagnateur pour les Lazarette Konzerte, concerts destinés aux officiers blessés, ce qui le dispensait du front.
Aux jeux olympiques de 1936, il gagne une médaille de bronze, dans la catégorie chant solo et chœur, pour son œuvre der Laüfer (le coureur). À partir de 1938, il enseigne à la Volksmusikschule Berlin-Neukölln. 
Le 26 avril 1940 est créée sa Musik for Luftwaffenorchester (Musique pour orchestre de l'armée de l'air), une commande du ministère de l'air. Le 28 octobre 1940 est créé son concerto pour trautonium (instrument développé par son ami Oskar Sala). En 1942 il reçoit une subvention de 2000 RM du ministère de la propagande, sa Konzert Suite (suite de concert) est créée le 6 mars 1943 par l'orchestre de la direction de la SS. Il est basé pendant un certain temps près de Garmisch-Partenkirchen, où il fait la connaissance de Richard Strauss. En 1944 Hitler l'inscrit dans sa Gottbegnadeten-Liste, en 2e sur 4 catégories (liste des bénis de dieu) complétée par Goebbels, ce qui le dispense d'être mobilisé. Après la guerre on lui offre un poste à la Musikhochschule de Munich, mais suspect aux autorités d'occupation américaines,  c'est à la Musikhochschule de Fribourg-en-Brisgau qu'il enseignera de 1946 à 1957.
Parmi ses élèves figurent Barbara Heller, Robert Helmschrott, Heinz Winbeck, Wolfram Menschck, Friedrich Zehm, Bertold Hummel, le compositeur italien Franco Evangelisti, le compositeur égyptien Gamal Abdel-Rahim et le compositeur britannique John McCabe.
Il meurt le 16 décembre 2007 à Munich.